# 舟木直久
舟木 直久（ふなき ただひさ、1951年 - ）は、日本の数学者。東京大学大学院数理科学研究科教授を経て、同大学名誉教授、早稲田大学理工学術院特任教授。
専門は統計力学、確率解析。確率論による統計力学の基礎付けに多くの業績を上げた。

## 人物
1951年生まれ、1970年東京大学入学、1976年東京大学大学院理学系研究科修士課程修了、1977年 同 博士課程(数学専攻)退学、大学院の指導教官は教養学部数学教室の上野正。広島大学助手を経て、名古屋大学理学部助手、1982年2月博士号を取得(論文博士)。1986年名古屋大学理学部助教授、1992年 同 教授、1995年東京大学大学院数理科学研究科教授、2013年から2期日本数学会理事長を務める。2017年退官、同名誉教授、早稲田大学理工学術院特任教授。2022年の国際数学者会議では複数のセションで招待講演を行っている。院生時代から一貫して流体力学極限と確率偏微分方程式の研究を進め、確率論による統計力学の基礎付け多くの業績を上げた。

## 職歴
- 1977年 広島大学助手
- 1986年 名古屋大学理学部助教授
- 1992年 同 教授
- 1995年 東京大学大学院数理科学研究科教授
- 2017年 早稲田大学理工学術院特任教授

## 業績
- 界面の統計力学と確率解析
- 大規模相互作用系の確率解析の展開

## 顕彰・招待講演
- 2002年 解析学賞 日本数学会
- 2007年 秋季賞 日本数学会
- 2022年 ICM 2022 Virtual 招待講演者[3]